# Casino (Bagnères-de-Luchon)

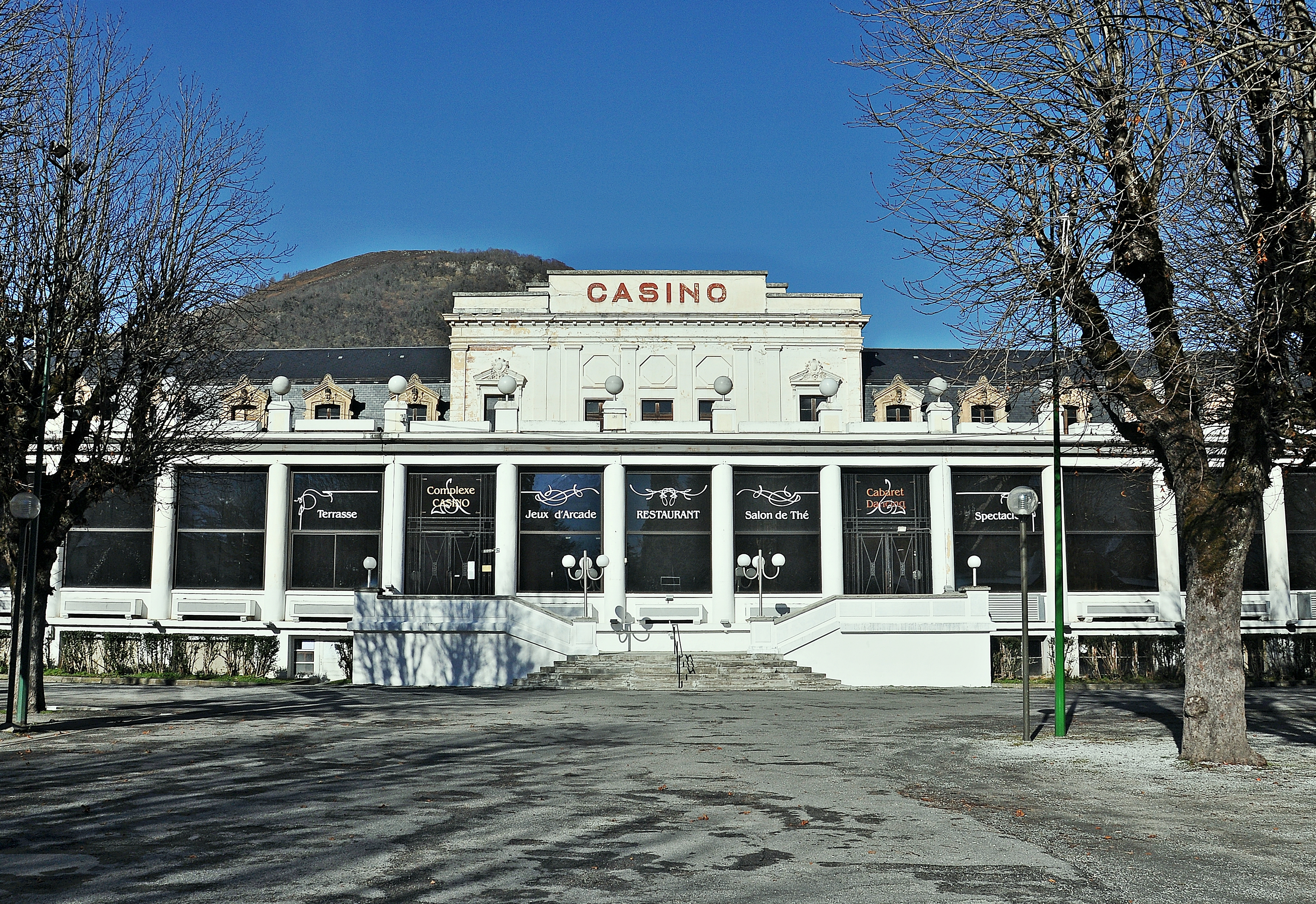
Casino in Bagnères-de-Luchon

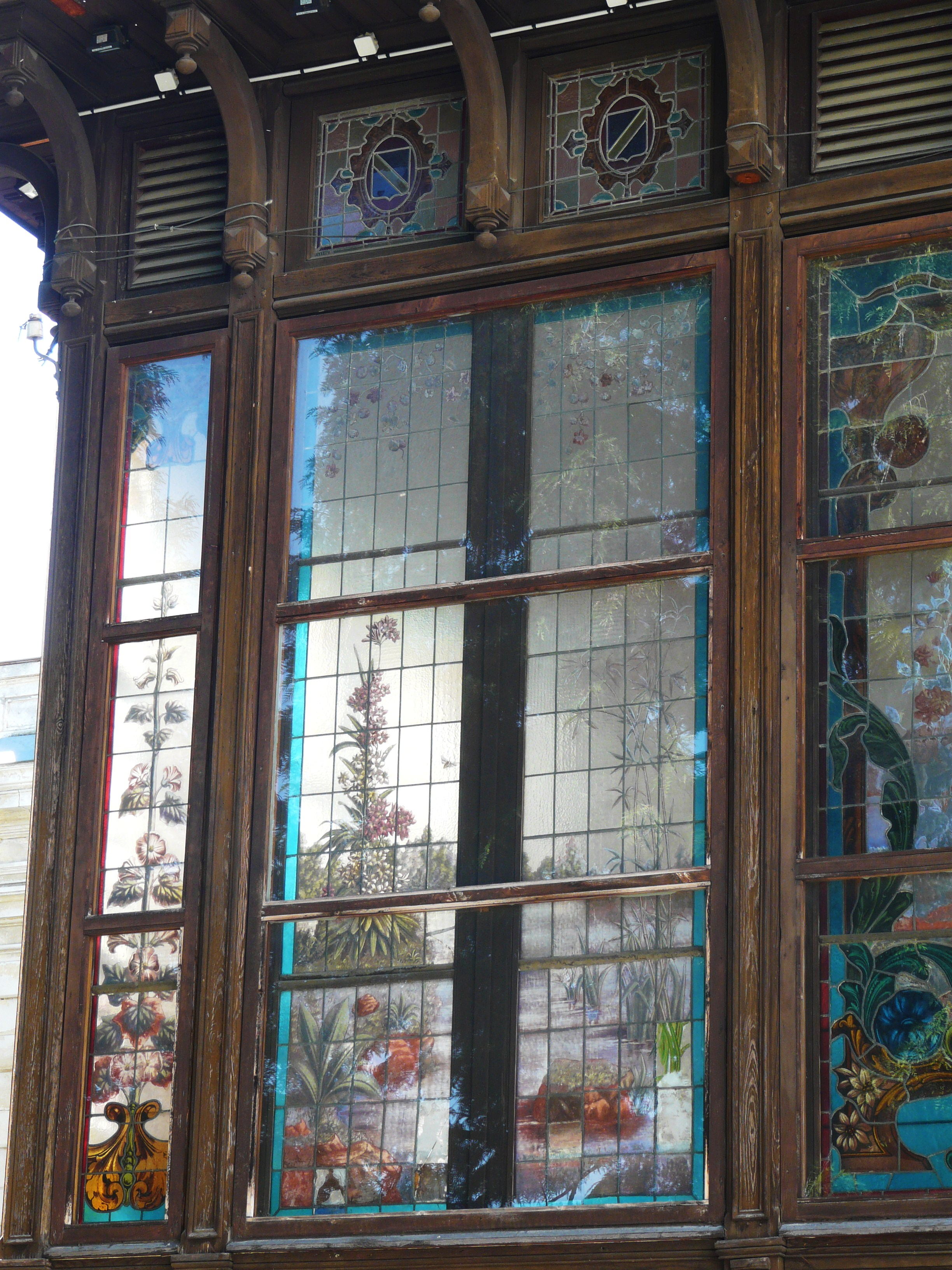
Bleiglasfenster

Das Casino in Bagnères-de-Luchon, einer französischen Gemeinde im Département Haute-Garonne der Region Okzitanien, wurde von 1878 bis 1880 errichtet. Im Jahr 1999 wurde das Casino im Stil des Historismus als Monument historique klassifiziert.
Das Casino wurde nach Plänen des Architekten Edmond Chambert, der auch für die Thermalbadanlage in Bagnères-de-Luchon verantwortlich war, unter der Leitung von Raymond Castex gebaut.
Das T-förmige Gebäude besitzt an der Hauptfassade eine lange Galerie. Der große Saal, der für Theater- und Konzertaufführungen genutzt wird, nimmt den hinteren Gebäudeteil ein.
Im Jahr 1929 wurde unter der Leitung des Architekten Henri Martin ein Baukörper aus Beton hinzugefügt, der im Stil des Art déco ausgeschmückt wurde.
Trotz mehrerer Umbauten blieben die Prachttreppe, der Veranstaltungssaal und die Bleiglasfenster im Erdgeschoss von Louis-Victor Gesta aus Toulouse erhalten.
Das Casino steht in einer alten Parkanlage mit zwei Eingangspavillons und einer Grotte.